# Wybory do Parlamentu Europejskiego w Czechach w 2009 roku
Wybory do Parlamentu Europejskiego VII kadencji w Czechach zostały przeprowadzone 5 i 6 czerwca 2009. Głosowanie miało miejsce w piątek od 14:00 do 22:00 oraz w sobotę od 8:00 do 14:00. Czesi wybrali 22 europarlamentarzystów zgodnie z przepisami traktatu nicejskiego.
Mandaty w Parlamencie Europejskim zdobyły cztery partie. Wybory wygrała rządząca Obywatelska Partia Demokratyczna, która zajęła pierwsze miejsce i zachowała posiadane 9 miejsc w PE. Opozycyjna Czeska Partia Socjaldemokratyczna znacząco poprawiła swój wynik sprzed pięciu lat, zwiększając swoje poparcie z 8,8% w 2004 do 22,4%. Do Parlamentu Europejskiego nie dostały się dwie mniejsze partie SNK Europejscy Demokraci i Niezależni Demokraci.
Frekwencja wyborcza wyniosła 28,2% (w wyborach w 2004 – 28,3%).

## Wyniki wyborów
| Lista wyborcza                                                     | Głosy     | %    | Mandaty | Zmiana |
| ------------------------------------------------------------------ | --------- | ---- | ------- | ------ |
| Obywatelska Partia Demokratyczna                                   | 741 946   | 31,5 | 9       | –      |
| Czeska Partia Socjaldemokratyczna                                  | 528 132   | 22,4 | 7       | +5     |
| Komunistyczna Partia Czech i Moraw                                 | 334 577   | 14,2 | 4       | –2     |
| Unia Chrześcijańska i Demokratyczna – Czechosłowacka Partia Ludowa | 180 451   | 7,6  | 2       | –      |
| Suwerenność                                                        | 100 514   | 4,2  | 0       | –      |
| Europejska Partia Demokratyczna                                    | 68 152    | 2,9  | 0       | –      |
| Sprawy Publiczne                                                   | 56 636    | 2,4  | 0       | –      |
| Burmistrzowie i Niezależni – Wasza Alternatywa                     | 53,984    | 2,3  | 0       | –      |
| Partia Zielonych                                                   | 48 621    | 2,1  | 0       | –      |
| Pozostali                                                          | 245 921   | 10,5 | 0       | –5     |
| Razem                                                              | 2 358 934 | 100  | 22      | –2     |